# 学校法人立教女学院
学校法人立教女学院（がっこうほうじんりっきょうじょがくいん）は、高等学校、中学校、小学校を運営する日本の学校法人。日本聖公会系のミッションスクール。

## 概要
英国国教会（イングランド国教会）の流れを汲むキリスト教日本聖公会のミッションスクールで、2019年4月現在、小中高の女子一貫教育を提供する学校法人である。
創立者が同じである学校法人立教学院とは基本的な信条を同じにし、連携が行われている。（下記を参照）

## 設置校
- 立教女学院中学校・高等学校
- 立教女学院小学校

廃止校
- 立教女学院短期大学附属幼稚園天使園（1970年設立。2018年度をもって閉園）
- 立教女学院短期大学（1967年設立。2019年度をもって閉学。）

## 沿革
- 1859年（安政6年） 米国聖公会の宣教師チャニング・ウィリアムズが、日本伝道のため長崎に上陸。（日本最初のプロテスタント宣教師）
- 1873年（明治6年）イリノイ州のクレメント・T・ブランシェ（Clement T. Blanchet）が日本へ派遣する宣教師に任命される[1]。
- 1877年（明治10年）
  - 4月 クレメント・T・ブランシェと婦人同盟宣教師会（the Woman's Union Missionary Society）のミス・アニー・M・モルトビー（Annie M. Maltby）が横浜で結婚する[注釈 1]。
  - 5月11日 バージニア州シャーロッツビルのミス・フローレンス・ピットマンが米国聖公会の教師に任命される[1]。
  - 6月 ウィリアムズとその協力者であるブランシェ夫妻と共に、湯島天神町[2]（現在の文京区湯島2・3丁目）に立教女学校が設立される[注釈 2][注釈 3]。
  - 11月 フローレンス・ピットマンが東京に到着し[1]、初代校長のブランシェ夫人（Annie M. Blanchet）を支え、2代目校長を務める。
- 1878年（明治11年） 現在の千代田区神田淡路町に移転。
- 1879年（明治12年）12月 現在の中央区築地に移転。
- 1880年（明治13年）1月 小宮珠子が舎監[注釈 4]兼教員となる[注釈 5]。
- 1881年（明治14年）
  - 10月11日 米国聖公会外国委員会は、ノースカロライナ州ルイストン（Lewiston）のミス・サラ・リディック（Sarah L. Riddick）を教師に任命し、立教女学校でのピットマンのアシスタントとして派遣を決定[1]。
  - 12月13日 ミス・リディックの任命が理事会によって承認[1]。
- 1882年（明治15年）
  - 3月 ミス・リディックが日本に向けて出航[1]。
  - 5月16日 ミス・ピットマンがジェームズ・ガーディナーと東京で結婚する[注釈 6]。
  - 6月 築地居留地26番のガーディナー夫妻住居の2部屋を教室として使用。
- 1883年（明治16年）
  - 2月2日 米国聖公会宣教師ミス・エマ・フルベッキ（グイド・フルベッキの二女）が来日し、20歳になったその年の春から英語と音楽の教師となる。
  - 6月 エマ・フルベッキが立教学校（現・立教大学）でも英語を教える。
  - この年、立教女学校の生徒数は35名となり[2]、50人の生徒を収容できる新校舎の建設が進められた[1]。
- 1884年（明治17年）
  - 2月12日 ニューヨーク州ナイアックのミス・エマ・ウィリアムソン（Emma Williamson）が立教女学校の教師に任命[1]。
  - 3月 ジェームズ・ガーディナー（立教学校初代校長・建築家）の設計で築地居留地内26番に新校舎が竣工。校則教則も整えられ、ミス・サラ・リデックが校長となる。
  - 5月2日 ミス・ウィリアムソンが東京に到着[注釈 7][1]。
- 1886年（明治19年） 林歌子が教員となる。
- 1887年（明治20年） この年、生徒数は57名となり、より多くの部屋を必要とし、教師の補充が強く求められた[1]。
- 1889年（明治22年）
  - 2月12日 ケンタッキー州コビントンのミス・レベッカ・フォード・ヒース（Rebecca Ford Heath）が立教女学校の教師に任命。同時に東京で女子への聖書指導を担当するニューオリンズのミス・ジョージアナ・スートン（Georgiana Suthon）が任命。一行は4月6日に出航[1]。
  - 4月23日 ミス・ヒースとミス・ストーンが東京に到着[1]。
  - 5月9日 ミス・サラ・リディックが、アメリカ人のトーマス・R・ホワイト（Thomas R. White）と東京で結婚式を挙げる。ミス・リディックは7年近く立教女学校の校長を務め、優れた能力で成功を収めて校長としての職務を果たした。ホワイト夫妻は6月7日に米国に向けて出航[1]。
- 1890年（明治23年） 聖公会の教育者、清水友輔が校長に就任。石井亮一（滝乃川学園創設者）が教頭に就任[注釈 8][6]。
- 1899年（明治32年）
  - 文部省に女学校設立願を提出。私立立教女学校と改称。ジョサイア・コンドルの設計で築地居留地38番に新校舎・寄宿舎完成[7][注釈 9]。
  - 1月 本田増次郎が校長に就任。校長在任は1902年（明治35年）7月まで。その間、東京高等師範学校（現・筑波大学）教授、東京外国語学校（現・東京外国語大学）教授などを兼務[9][10]
- 1902年（明治35年） 学則を変更。米国ミッションから、財政上ほぼ独立する。小林彦五郎が校長に就任。
- 1907年（明治40年） 創立30年祝賀式挙行。キャロライン・ヘイウッドが英語の教師となる[11]。
- 1908年（明治41年） 高等女学校認可を申請。私立立教高等女学校と改称。
- 1911年（明治44年） 新校舎第一次工事竣工。（米国婦人ミッション50周年記念事業の献金による。）
- 1912年（大正元年） 第二次工事完成。（25教室、講堂、体育館、寄宿舎、テニスコート等）
- 1918年（大正7年）3月26日 渋沢栄一が第10回立教高等女学校卒業式に来賓として出席し、訓話演説を行う[2]。
- 1923年（大正12年） 関東大震災により校舎焼失。池袋の立教大学に学校事務所を設け、滝乃川学園の校舎にて授業再開。
- 1924年（大正13年） 副校長ヘイウッド女史の尽力により、現校地の杉並区久我山に木造仮校舎を建設し、移転[12]。
- 1927年（昭和2年） 木造礼拝堂完成。（現在は軽井沢キャンプ場に移築。）
- 1930年（昭和5年） J・V・W・バーガミニーの設計による新校舎（現在の高等学校校舎）及び講堂が完成。校舎落成式及び創立50周年祝賀式を挙行。
- 1931年（昭和6年） 立教女学校付属尋常小学校を設立。
- 1932年（昭和7年） バーガミニー設計の聖マーガレット礼拝堂完成。（米国聖公会婦人補助会からの献金による。）
- 1935年（昭和10年） チャールズ・ライフスナイダー（立教学院理事長、立教大学総長）が学長に就任[13]。
- 1936年（昭和11年） 体育館、新寄宿舎竣工。
- 1941年（昭和16年） 日米関係が悪化し、本国政府により米英人教員の帰国が指示される中、ヘイウッド女史が惜しまれながら日本を離れる。
- 1947年（昭和22年） 学制改革により立教女学院を設立し、立教女学院小学校、立教女学院中学校を併設。
- 1948年（昭和23年） 新制立教女学院高等学校を設立。
- 1952年（昭和27年） 軽井沢キャンプ場完成。
- 1957年（昭和32年） 小学校校舎完成。第二校歌を制定。
- 1967年（昭和42年） 立教女学院短期大学（英語科）を設置。（立教女学院創立90周年記念事業）
- 1970年（昭和45年） 短期大学に幼児教育科を設置。短期大学附属愛児研究所天使園開所。 聖マリア礼拝堂完成。
- 1972年（昭和47年） 短期大学に専攻科を設置。
- 1976年（昭和51年） 八王子上川霊園に学院墓地完成。
- 1977年（昭和52年） 立教女学院創立100周年記念式典を挙行。『立教女学院百年小史』発刊。
- 1978年（昭和53年） 『立教女学院百年史資料集』発刊。
- 1985年（昭和60年） マーガレットホール完成。
- 1986年（昭和61年） 旧牧師館に立教女学院キリスト教センター開設。
- 1998年（平成10年） 聖マーガレット礼拝堂に新パイプオルガン設置。
- 2000年（平成12年） 小学校新校舎完成。新聖マリア礼拝堂・マキムホール完成。
- 2001年（平成13年） 中学校新校舎完成。
- 2002年（平成14年） 立教女学院創立125周年を迎える。落成感謝礼拝・式典・祝賀会挙行。
- 2008年（平成20年） 天使園が認可を受けて立教女学院短期大学附属幼稚園天使園となる。
- 2011年（平成23年） 旧牧師館跡地に2階建てのキリスト教センター完成。
- 2012年（平成24年） 立教女学院創立135周年を迎える。『聖マーガレット礼拝堂』発刊。
- 2013年（平成25年） 短期大学英語科を改組し、現代コミュニケーション学科を設置。
- 2014年（平成26年） 総合体育館2014完成。
- 2017年（平成29年） 立教女学院創立140周年を迎える。
- 2019年（平成31年） 立教女学院短期大学附属幼稚園天使園閉園。
- 2020年 (令和2年） 
  - 3月 立教女学院短期大学閉学。（2021年1月廃止認可。）
  - 6月26日 学校法人立教学院と学校法人立教女学院相互協力・連携協定を締結。
  - 聖マーガレット礼拝堂の改修工事完了。
- 2021年 (令和3年）
  - 講堂の改修工事完了。
  - 10月 高等学校校舎の改修工事完了。
  - 11月 マーガレットホール3F改修工事完了。
  - 立教女学院小学校創立90周年。

## 学校法人立教学院との連携
以下の連携がある。
- 立教女学院中学校・高等学校から立教大学への推薦入学制度
- 立教女学院小学校と立教小学校の相互交流